# 张铚秀
张铚秀（1915年7月26日—2009年8月14日），汉族，江西永新人，中国现代军事家、革命家。中国人民解放军高级将领。1955年被授予中国人民解放军少将军衔，并被同时授予二级八一勋章、二级独立自由勋章和一级解放勋章。1988年被授予一级红星功勋荣誉章。另外，他还因为在抗美援朝战争中的贡献被朝鲜授予朝鲜民主主义人民共和国二级独立自由勋章、二级国旗勋章。

## 生平

### 早年与第一次国共内战时期
张铚秀1915年7月26日生于江西省永新县怀忠乡虹桥村，1929年加入少先队，参加虹桥村农民起事，1930年加入中国共青团，1933年加入中国工农红军，历任副班长、班长，当时正值第一次国共内战时期。1934年2月加入中国共产党。之后再任排长、副连长。参加了长征。其间升任营长。

### 抗日战争时期
抗日战争时期，张铚秀于1937年进入红军大学和抗日军政大学二期学习。1938年2月，任湘赣游击大队第2中队中队长，3月任新四军第1支队2团侦察参谋，4月28日任新四军先遣支队第一中队中队长、支队司令部侦察参谋。其后调任2营营长，后又转任1营营长。1939年任2团团长，参加韦岗战斗。1941年进入华东党校学习。

### 第二次国共内战时期
第二次国共内战时期，张铚秀历任山东野战军第7师19旅副旅长兼参谋长，华东野战军第七纵队9师副师长兼参谋长，第九纵队26师副师长兼参谋长、师长，第三野战军九兵团27军80师师长，率部参加涟水战役、莱芜战役、孟良崮战役、济南战役、淮海战役、渡江战役、上海战役。1949年4月24日率部攻克宣城。

### 中华人民共和国成立后

#### 建国初期与朝鲜战争
中华人民共和国成立后，张铚秀于1950年第一批入朝参加朝鲜战争，历任中国人民志愿军27军80师师长、26军副军长，参加第一到第五次战役、平金淮防御战，获朝鲜民主主义人民共和国二级独立自由勋章、二级国旗勋章。抗美援朝第二次战役的新田里战斗，张铚秀率部全歼美军第七师三十一团级战斗队3000余人，开创了中国人民志愿军在朝鲜战场上全歼现代化装备美军一个加强团的唯一一例。1952年，张铚秀在将防区交给志愿军第15军后回国，进入华东军区军事干部学校高干队学习。1953年任26军代军长。1955年被授予中国人民解放军少将军衔，并被同时授予二级八一勋章、二级独立自由勋章和一级解放勋章。1958年入高等军事学院学习，于1960年毕业，任68军军长。

#### 中越战争与晚年
张铚秀于1969年被任命为济南军区副司令员，1975年任昆明军区副司令员，1979年他在时任昆明军区司令员杨得志因病离开后任西线战役总指挥，实际指挥了中越战争西线作战，他制订了作战方案和10项作战指导原则，对保证云南方向解放军作战的胜利起到了重要作用。1980年，张铚秀升任昆明军区司令员，指挥了1980年至1985年的中越边境冲突，他先是指挥云南方向部队拔点作战和部队轮战，取得了胜利，1984年，他又亲自指挥了两山战役，取得了胜利，收复了老山、者阴山。他是解放军从事作战指挥年限最长的将领之一。1988年，张铚秀获一级红星功勋荣誉章。
张铚秀晚年著有回忆录《军旅生涯》（张铚秀回忆录）。2009年8月14日，张铚秀于北京逝世，享年95岁。

### 引用
1. 1 2 3 4 5  军旅生涯（张铚秀回忆录） (1998)，第474页